# مارتا کاکس
مارتا کاکس (انگلیسی: Marta Cox؛ زادهٔ ۲۰ ژوئیهٔ ۱۹۹۷) بازیکن فوتبال اهل پاناما است.
وی همچنین در تیم‌های ملی فوتبال Panama women's national under-17 football team, Panama women's national under-20 football team، و Panama women's national football team بازی کرده‌است.